# Jan Halla
Jan Halla (11. srpna 1926 Praha – 31. prosince 1988 České Budějovice) byl český malíř, grafik, ilustrátor, sochař, textilní výtvarník.

## Život
Pocházel z lékárnické rodiny.[zdroj⁠?!] Otec i matka (původem Chorvatka), byli oba lékárníci. Ovládal několik cizích jazyků, mimo jiné chorvatštinu, francouzštinu, němčinu, angličtinu, italštinu. Navštěvoval Francouzskou obecnou školu v Praze, poté absolvoval Akademické gymnázium v Praze Na příkopě. Během druhé světové války pracoval v totálním nasazení nejprve v lékárně svého otce na Starém Městě, poté ve vojenské parní prádelně. V roce 1945, na samém konci války, byl nacisty uvězněn.
Toužil po studiu výtvarného umění, ale na přání otce začal po válce studovat farmacii na Přírodovědecké fakultě Univerzity Karlovy v Praze. Souběžně však v letech 1945–1949 studoval obor sochařství na Akademii výtvarných umění v Praze u profesorů Karla Pokorného a Jana Laudy a začal se více zajímat o grafiku. V roce 1948 byl promován magistrem farmacie. Studia na Akademii výtvarných umění musel v roce 1949 z politických důvodů ukončit. V témže roce se oženil a vzápětí nastoupil základní vojenskou službu v Košicích, Ružomberku a Vojenské nemocnici v Praze. Od roku 1951 žil s rodinou v Českých Budějovicích, kde do roku 1954 pracoval jako lékárník. V letech 1959–1961 si doplnil výtvarné vzdělání u profesora Karla Svolinského na Vysoké škole uměleckoprůmyslové v Praze.
Roku 1962 byl přijat za řádného člena Svazu československých výtvarných umělců (SČSVU), po jeho zrušení v 70. letech byl veden jako registrovaný výtvarník Českého fondu výtvarných umění (ČFVU). Až těsně před smrtí byl přijat za člena Svazu českých výtvarných umělců (SČVU).

## Dílo

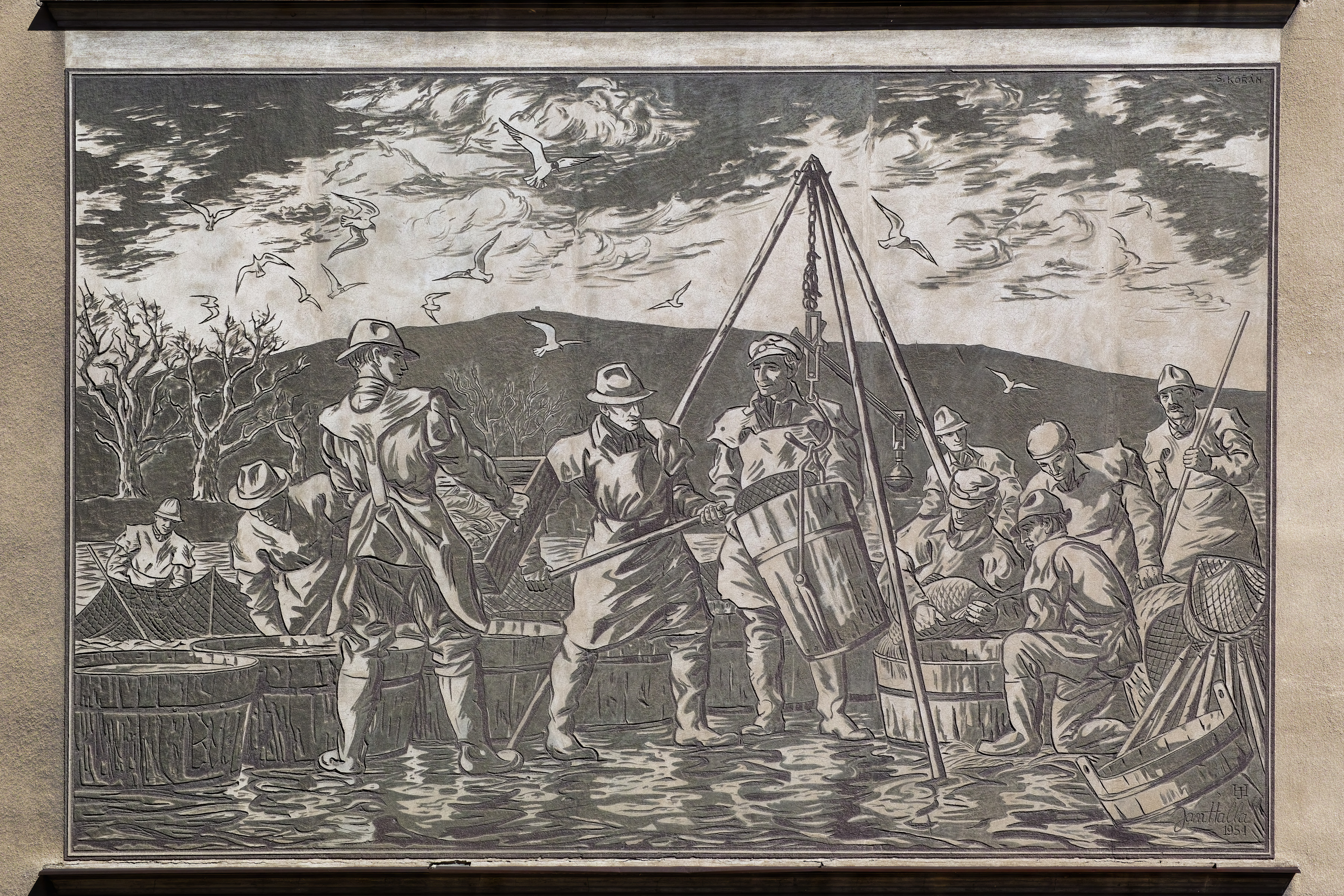
Monumentální sgrafito Jana Hally s námětem výlovu rybníka z roku 1954 na boční fasádě domu Havlíčkovy ulice v Českých Budějovicích

Těžištěm jeho tvorby byla volná a užitá grafika. Pracoval v technikách leptu, též v barevném, mědirytu, dřevorytu, barevné a škrábané litografii. Vytvořil přes 120 ex libris, která ho proslavila i za hranicemi Československa. Rovněž vytvořil značný počet novoročenek a jiných drobných grafik. Výtvarně doprovodil asi 30 knih, převážně poezii. Rozsáhlá je jeho monumentální tvorba pro architekturu
- Sgrafita – Hvězdárna a planetárium v Českých Budějovicích, Střední průmyslová škola strojní a elektrotechnická v Českých Budějovicích, dále díla v Českém Krumlově, Jihlavě, Třeboni nebo Pelhřimově.
- Dřevěné intarzie – Státní banka československá v Českých Budějovicích, Hotel Churáňov na Šumavě, Poliklinika OÚNZ Jih v Českých Budějovicích.
- Dubové plastiky – celnice ve Strážném, MNV v Kaplici.
- Reliéfy, dekorativní mříže, práce ve skle a kovu – pošta v Písku.
- Tvorba tapiserií art protis – Písek, Tábor, Pelhřimov.

První fáze jeho tvorby se vyznačovala realismem se smyslem pro přesný detail, po roce 1960 směřovala přes velkou míru abstrakce k osobitému stylu fantaskního a poetického ražení se silnou inspirací přírodou a hudbou. Jeho dílo je zastoupeno ve sbírkách Alšovy jihočeské galerie v Hluboké nad Vltavou, Jihočeské vědecké knihovny v Českých Budějovicích, Moravské galerie v Brně, Kabinetu ex libris Památníku národního písemnictví v Chrudimi i v soukromých sbírkách.
V roce 1969 jej Mezinárodní akademie literatury, umění a věd Tommaso Campanella v Římě jmenovala čestným členem a udělila mu stříbrnou medaili.

### Ilustrace
- THIELE, Vladimír: Dřevěná knížka. Jaroslav Picka, Praha, 1950
- THIELE, Vladimír: Vzpomínka z Budějovic. Krajské vlastivědné muzeum, České Budějovice, 1954
- SHAKESPEARE, William: Sonety. Přel. Jaroslav Vrchlický, úprava Jar. Picka, Čs. spisovatel, Praha, 1954
- STEVENSON, Robert Louis: Dítě usíná tak samo. Jihočeský lis, 1955
- ZEGADŁOWICZ, Emil: Budějovické louky. Přel. Jan Kárník, vyd. 1958
- NĚMEC, Václav: Bílé requiem. Svoboda, České Budějovice, 1968
- ACHMATOVA, Anna: Píseň okaríny. Přel. O. F. Babler, Závodní klub ROH ČKD Blansko, 1973
- POŚWIATOWSKA, Halina: Moje srdce. Přel. O. F. Babler, Závodní klub ROH ČKD Blansko, 1974
- DIMITROVA, Blaga: Svět mnohorozměrný. Přel. O. F. Babler, Závodní klub ROH ČKD Blansko, 1975
- PARUN, Vesna: Zrnko dojetí. Přel. O. F. Babler, Závodní klub ROH ČKD Blansko, 1976
- MAKAROVIĆ, Svetlana: Večerní beseda. Přel. O. F. Babler, Závodní klub ROH ČKD Blansko, 1977
- MAKSIMOVIĆ, Desanka: Odkaz a jiné básně. Přel. O. F. Babler, Závodní klub ROH ČKD Blansko, 1978
- JANOUŠKOVÁ, Anděla: Šeptem. Doslov O. F. Babler, Závodní klub ROH ČKD Blansko, 1979
- Čekání na dopis a jiné milostné básně polských básnířek. Přel. O. F. Babler, Závodní klub ROH ČKD Blansko, 1980
- Březen a jiné verše ruských básnířek. Přel. O. F. Babler, Závodní klub ROH ČKD Blansko, 1981
- RUSEK, Václav (Ed.): Jihočeský sborník příspěvků k dějinám farmacie. Sborník prací Doc. RNDr. PhMr. Jaroslava Hladíka, KÚNZ, České Budějovice, 1980
- Radost a jiné verše soudobých bulharských básnířek. Přel. O. F. Babler, Závodní klub ROH ČKD Blansko, 1982
- Jasmínová noc a jiné básně českých autorek. Vybrali O. F. Babler, M. Blahynka, Závodní klub ROH ČKD Blansko, 1983
- Vyznání a jiné verše slovenských autorek. Antologie, Závodní klub ROH ČKD Blansko, 1984
- WOLKER, Jiří: Okno mé milé. Bibliofilie WP, Wolkrův Prostějov, 1984
- Verše o lásce. Vybral a uspořádal Milan Blahynka, ediční doslov Kateřina a Milan Blahynkovi, Závodní klub ROH ČKD Blansko, 1985
- HULE, Miroslav: S básníkem tančit se zapovídá. Jihočeské nakladatelství, České Budějovice, 1986
- STADNÍK, Jiří: Kraj nevyvolený. Olomouc, 2007
- KONTRESSOWITZ, Reiner: Lippen über den Wolken und an den schweren Füßen Ketten. Verlag Jürgen Ritschel, Kleingießhübel, Deutschland, 2009

## Výstavy

### Samostatné výstavy
- 1968 – Počátky, Dačice
- 1971 – Praha
- 1972 – Mohelnice
- 1973 – Praha, Brno
- 1974 – Dačice
- 1975 – Brno
- 1976 1979, 1986, 1991, 1993, 1997, 2006, 2013, 2018 – České Budějovice
- 1977 – Adamov (okres Blansko)
- 1977, 1980, 1983, 1986 – Trienále současného českého ex libris, Chrudim
- 1980 – Písek
- 1982 – Hradec Králové
- 1987 – Zlatá Koruna
- 1989 – Kostelec na Hané
- 1990 – Třeboň
- 1992 – Sedlčany
- 1996 – Erlangen (Německo)
- 2012 – Hirschbach im Mühlkreis (Rakousko)

### Kolektivní výstavy
S jihočeskou organizací Svazu československých výtvarných umělců vystavoval doma i v zahraničí – v Belgii, Holandsku, Egyptě, Švédsku, Dánsku, Rakousku, Itálii, Španělsku.